# Willian Rocha
Willian Pereira da Rocha là một cầu thủ bóng đá người Brasil thi đấu ở vị trí hậu vệ trái cho Nagoya Grampus, cho mượn từ Guarani FC.

## Sự nghiệp
Ngày 14 tháng 2 năm 2018, Rocha ký hợp đồng với Nagoya Grampus theo dạng cho mượn for the 2018 season.